# Catherine Queloz

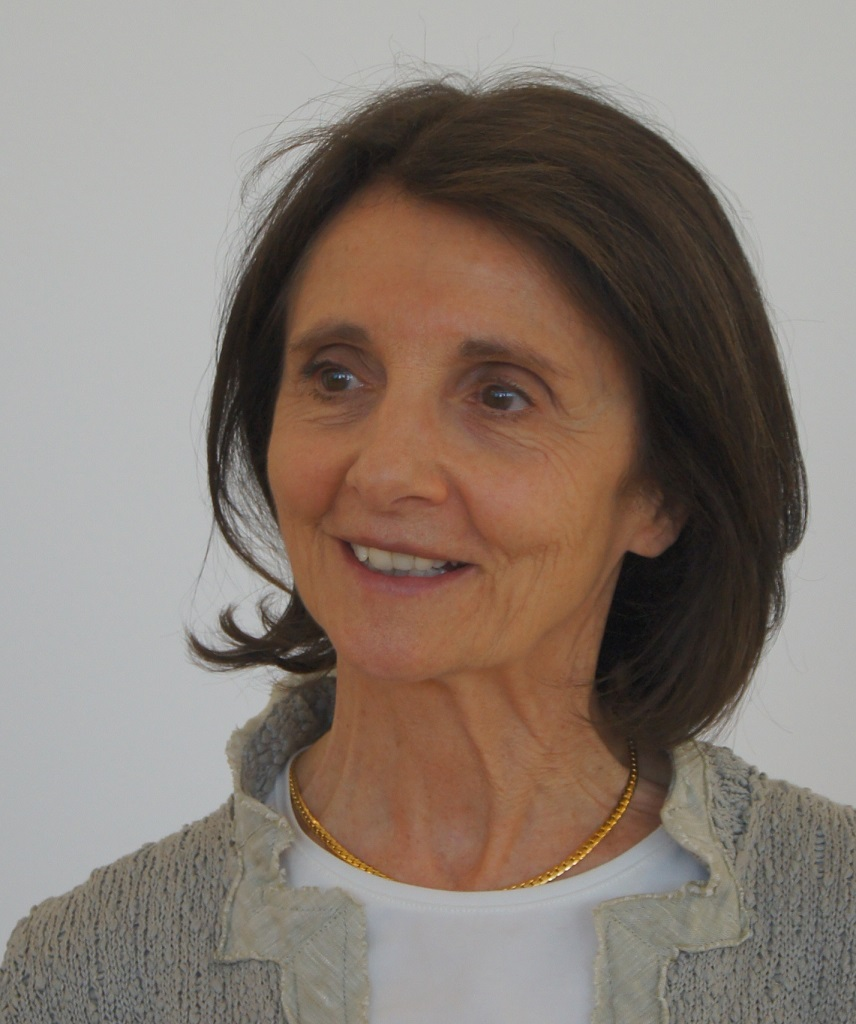
Catherine Queloz (2018)

Catherine Marie Quéloz (* 1. November 1948 in Genf) ist eine Schweizer Kunsthistorikerin. Sie ist Honorarprofessorin für Arts visuels an der Haute École d’art et de design Genève (HEAD – Genève). Dort leitete sie die Forschungsbereiche Kunstgeschichte / Kunsttheorie und Kulturwissenschaft.

## Leben
Catherine Queloz hat ihren wissenschaftlichen Schwerpunkt auf die zeitgenössische Kunst gelegt. Zuvor hatte sie in den USA studiert. Nach ihrer Rückkehr im Jahr 1987 begründete sie den ersten Kuratoren-Lehrgangs in der Schweiz an der damaligen Ecole supérieure des beaux-arts in Genf. Bei ihren Lehraufträgen und in der kuratorischen Praxis hat sie sich als Kulturwissenschaftlerin mit Gender Studies und postkolonialen Theorien auseinandergesetzt.
Im Jahr 2000 baute Queloz an der HEAD in Zusammenarbeit mit Liliane Schneiter (Professorin für Geschichte und Theorie der mittelalterlichen und modernen Kunst) das zweisprachige (franz./engl.) und transdisziplinäre Masterstudium CCC Research-Based Master Programme auf. ‚CCC‘ steht für Etudes critiques, cross-culturelles, curatoriales, cybermédias, also ein Studiengang, der Kunstkritik, Interkulturalität, Kuratorisches Wissen und Medienkunst beinhaltet. Das Programm wurde zwischen 2006 und 2015 um verschiedene Seminare für Doktoranden und als Aufbaustudium ergänzt. Schneiter schied 2008 als Mitarbeiterin aus. Doreen Mende übernahm 2015 die Leitung von Queloz. Das Projekt wurde durch den Schweizerischen Nationalfonds (franz. Fonds national suisse de la recherche scientifique (FNS)) gefördert.
Queloz wurde 2014 mit dem renommierten Schweizer Kunstpreis Prix Meret Oppenheim ausgezeichnet. Ihre «alternativen Lehrmethoden in der Kunst seien international äusserst einflussreich» betonte die Jury.

## Schriften
- Language and politics as a driving force, Danse et dessin depuis 1960. JRPRingier, Zürich 2017.
- mit Sarah Burkhalter und Laurence Schmidlin Laurence: Restoring the Cases Required Nearly as Much Work as Preserving the Artifact. In: Allan McCollum. JRPRingier, Zürich 2012. S. 80–97.
- mit Liliane Schneiter: Fair-Play Franc-Jeu, Interventionnisme institutionnel. In: CCC Newsletter Nr. 9, Genève 2010, S. 33–38.
- Some Thoughts Regarding Renée Green’s Research Methods. In: Renée Green, Ongoing Becoming, retrospective 1989–2009. Musée cantonal des Beaux Arts, Lausanne, JRPRingier, Zürich 2009. S. 87–89.
- Martha Rosler. L’hypertexte de la performance. In: Martha Rosler. Sur/Sous le pavé. Presses universitaires de Rennes, Rennes 2006. p.19–33.
- Mit Liliane Schneiter: Le genre sans garantie. In: Inscriptions/Transgression. Lausanne 2006.
- The School as a specific site. In: Games, fights, collaborations: Das Spiel von Grenze und Überschreitung, Kunst und cultural studies in den 90er Jahren. Kunstraum der Universitat Lüneburg und Kantz Verlag, Berlin 1996.
- Déplacé, à propos. In: Rémy Zaugg. Du tableau au monde. Les Presses du réel, Dijon 1996.
- Vito Acconci. Langage in situ. Les cahiers du Musée national d'art moderne. Nr. 48, été 1994, S. 100–113. ISSN 0181-1525
- James Welling, photographs 1977–90. Kunsthalle Bern, Bern 1990.